# 川本璃
川本 璃（かわもと るり、1996年4月12日 - ）は、日本の歌手。E-girls、Happinessの元メンバー。f5veのメンバー。
大阪府出身。身長159cm。血液型O型。

## 略歴
幼少の頃から歌手を志し、小学5年からレッスンに通う。
2011年、「VOCAL BATTLE AUDITION 3」のボーカル部門に参加するも1次審査で落選。その後、EXPG大阪校に通う。
2013年、E-girlsに加入。同年5月27日、Happinessに加入。
2017年7月16日、『E-girls LIVE 2017 〜E.G. EVOLUTION〜』が、E-girlsとして最後の活動となった。
2022年、SG5に加入。
2024年、SG5をf5veに改名し本格再始動。

## 作品

### ソロ曲
| 発売日         | 曲名                       | 収録作品                     |
| -------------- | -------------------------- | ---------------------------- |
| 2016年10月12日 | Bright Blue 〜私の瑠璃色〜 | Happiness『GIRLZ N' EFFECT』 |
| 2016年10月12日 | Dancing In Solitude        | Happiness『GIRLZ N' EFFECT』 |

## 出演

### その他
- YOKOHAMA GIRLS☆FESTIVAL 2019 Supported by ありあけ 横濱ハーバー（2019年） - アンバサダー[11]